# Conference League 1993-1994
La Conference League 1993-1994, conosciuta anche con il nome di GM Vauxhall Conference per motivi di sponsorizzazione, è stata la 15ª edizione del campionato inglese di calcio di quinta divisione.

## Squadre partecipanti
| Squadra                | Città             | Stagione precedente                                            |
| ---------------------- | ----------------- | -------------------------------------------------------------- |
| Altrincham             | Altrincham        | 10º posto in Conference League                                 |
| Bath City              | Bath              | 7º posto in Conference League                                  |
| Bromsgrove Rovers      | Bromsgrove        | 2º posto in Conference League                                  |
| Dagenham & Redbridge   | Londra (Dagenham) | 3º posto in Conference League                                  |
| Dover Athletic         | Dover             | 1º posto in Southern League Premier Division, promosso         |
| Gateshead              | Gateshead         | 14º posto in Conference League                                 |
| Halifax Town           | Halifax           | 24º posto in Football League Third Division, retrocesso        |
| Kettering Town         | Kettering         | 13º posto in Conference League                                 |
| Kidderminster Harriers | Kidderminster     | 9º posto in Conference League                                  |
| Macclesfield Town      | Macclesfield      | 18º posto in Conference League                                 |
| Merthyr Tydfil         | Merthyr Tydfil    | 16º posto in Conference League                                 |
| Northwich Victoria     | Northwich         | 11º posto in Conference League                                 |
| Runcorn                | Runcorn           | 19º posto in Conference League                                 |
| Slough Town            | Slough            | 5º posto in Conference League                                  |
| Southport              | Southport         | 1º posto in Northern Premier League Premier Division, promosso |
| Stafford Rangers       | Stafford          | 6º posto in Conference League                                  |
| Stalybridge Celtic     | Stalybridge       | 12º posto in Conference League                                 |
| Telford United         | Telford           | 15º posto in Conference League                                 |
| Welling United         | Londra (Bexley)   | 20º posto in Conference League                                 |
| Witton Albion          | Northwich         | 17º posto in Conference League                                 |
| Woking                 | Woking            | 8º posto in Conference League                                  |
| Yeovil Town            | Yeovil            | 4º posto in Conference League                                  |

## Classifica finale
|  | Pos. | Squadra             | Pt | G  | V  | N  | P  | GF | GS | DR  |
|  | ---- | ------------------- | -- | -- | -- | -- | -- | -- | -- | --- |
|  | 1    | Kidderminster       | 75 | 42 | 22 | 9  | 11 | 63 | 35 | +28 |
|  | 2    | Kettering Town      | 72 | 42 | 19 | 15 | 8  | 46 | 24 | +22 |
|  | 3    | Woking              | 67 | 42 | 18 | 13 | 11 | 58 | 58 | 0   |
|  | 4    | Southport           | 66 | 42 | 18 | 12 | 12 | 57 | 51 | +6  |
|  | 5    | Runcorn             | 61 | 42 | 14 | 19 | 9  | 63 | 57 | +6  |
|  | 6    | Dag & Red           | 59 | 42 | 15 | 14 | 13 | 62 | 54 | +8  |
|  | 7    | Macclesfield Town   | 59 | 42 | 16 | 11 | 15 | 48 | 49 | -1  |
|  | 8    | Dover Athletic      | 58 | 42 | 17 | 7  | 18 | 48 | 49 | -1  |
|  | 9    | Stafford Rangers    | 57 | 42 | 14 | 15 | 13 | 56 | 52 | +4  |
|  | 10   | Altrincham          | 57 | 42 | 16 | 9  | 17 | 41 | 42 | -1  |
|  | 11   | Gateshead           | 57 | 42 | 15 | 12 | 15 | 45 | 53 | -8  |
|  | 12   | Bath City           | 56 | 42 | 13 | 17 | 12 | 47 | 38 | +9  |
|  | 13   | Halifax Town        | 55 | 42 | 13 | 16 | 13 | 55 | 49 | +6  |
|  | 14   | Stalybridge Celtic  | 54 | 42 | 14 | 12 | 16 | 54 | 55 | -1  |
|  | 15   | Northwich Victoria  | 52 | 42 | 11 | 19 | 12 | 44 | 45 | -1  |
|  | 16   | Welling Utd         | 51 | 42 | 13 | 12 | 17 | 47 | 49 | -2  |
|  | 17   | Telford Utd         | 51 | 42 | 13 | 12 | 17 | 41 | 49 | -8  |
|  | 18   | Bromsgrove Rovers   | 51 | 42 | 12 | 15 | 15 | 54 | 66 | -12 |
|  | 19   | Yeovil Town         | 51 | 42 | 14 | 9  | 19 | 49 | 62 | -13 |
|  | 20   | Merthyr Tydfil (-2) | 49 | 42 | 12 | 15 | 15 | 60 | 61 | -1  |
|  | 21   | Slough Town         | 47 | 42 | 11 | 14 | 17 | 44 | 58 | -14 |
|  | 22   | Witton Albion       | 34 | 42 | 7  | 13 | 22 | 37 | 63 | -26 |

Legenda:
      Promosso in Football League Third Division 1994-1995.
      Retrocesso in Northern Premier League 1994-1995.
      Retrocesso in Isthmian League 1994-1995.
Regolamento:
Tre punti a vittoria, uno a pareggio, zero a sconfitta.
In caso di arrivo di due o più squadre a pari punti, la graduatoria viene stilata secondo i seguenti criteri:
- differenza reti
- maggior numero di gol segnati

Note:

Il Kidderminster Harriers non è stato ammesso in Football League Third Division, in quanto il suo stadio non soddisfaceva i requisiti richiesti dalla Football League.
Il Merthyr Tydfil è stato sanzionato con 2 punti di penalizzazione.